# Присс, Софья Александровна
Софья Александровна Присс (род. 29 мая 1995, Курган) — российская актриса театра, кино и телевидения, наиболее известна по главной роли Алисы в исторической криминальной мелодраме «Серебряные коньки».

## Биография
Софья Александровна Присс родилась 29 мая 1995 года в семье учителей в городе Кургане Курганской области.
Окончила школу-гимназию № 30 города Кургана. С детства мечтала стать актрисой. Кроме занятий в школе Соня посещала театральную студию при дворце детского и юношеского творчества, где педагогом и режиссёром была Татьяна Сергеевна Смирнова. Первой театральной постановкой, в которой она принимала участие, был спектакль «Путешествие в Театралию», где ей досталась роль междометия Ах. Периодически девочка выступала на конкурсах чтецов, где занимала первые места.
Два года училась на филологическом факультете Курганского государственного университета, после чего улетела в Соединённые Штаты Америки по программе Work and Travel USA. Там она выиграла конкурс для студентов и прошла курс актёрского мастерства в Айдахо.
Профессиональное образование получила в Российском государственном институте сценических искусств (курс Сергея Дмитриевича Черкасского), который окончила в 2020 году.
На экране дебютировала эпизодической ролью в сериале Игоря Копылова «Крылья империи», первая же главная роль состоялась в 2019 году в мини-сериале «Вторая первая любовь» на канале ТВЦ. В 2019 году актриса была выбрана на главную женскую роль в фильме «Серебряные коньки». В декабре 2020 года продюсеры украинского сериала «Крепостная» приняли решение пригласить Присс на главную роль в 3-м сезоне проекта.
8 декабря 2020 года приняла участие в шоу «Вечерний Ургант», где рассказала о фильме «Серебряные коньки».

## Фильмография
| Год       |     | Название                                  | Роль                     |
| --------- | --- | ----------------------------------------- | ------------------------ |
| 2017      | с   | Крылья империи (1-я серия)                | Крещендо                 |
| 2018      | с   | Вторая первая любовь                      | Аля Новикова             |
| 2018      | с   | Сильная ты                                | Тая                      |
| 2018—2019 | с   | Пять минут тишины. Возвращение            | Алёна                    |
| 2018—2019 | с   | Неопалимый Феникс                         | поклонница               |
| 2019      | с   | Рыцарь нашего времени                     | Лиза Чешкина             |
| 2019—2022 | с   | Крепостная (3—4 сезоны)                   | Катя Вербицкая           |
| 2020      | кор | Исчезающие истории                        | Имя персонажа не указано |
| 2020      | ф   | Серебряные коньки                         | Алиса                    |
| 2020      | с   | Танцы на песке                            | Алина                    |
| 2021      | с   | Виктория                                  | Виктория Корниенко       |
| 2021      | с   | Любовь с первого взгляда                  | Катя                     |
| 2020      | ф   | Маруся Фореvа!                            | Марина                   |
| 2021      | ф   | Небо                                      | Вера Лопахина            |
| 2021      | с   | Спросите медсестру                        | Екатерина Найденова      |
| 2021      | с   | Улики из прошлого. Тайна картины Коровина | Соня                     |
| 2021      | ф   | Ёлки 8                                    | Юля                      |
| 2022      | с   | Молчание                                  | София Плотникова         |
| 2022      | с   | Лаборантка                                | Люся Поликарпова         |
| 2022      | ф   | Ёлки 9                                    | дочь                     |
| 2022      | с   | Вслух!                                    | Надя                     |
| 2022      | ф   | Неведомое. Забытый эксперимент.           | Тина                     |
| 2022      | с   | Спросите медсестру — 2                    | Катя                     |
| 2023      | ф   | Сквозь время                              | Тина                     |
| 2023      | с   | Арт и Факт                                | Олюшка                   |
| 2023      | ф   | Ёлки 10                                   | дочь                     |
| 2024      | ф   | Княжна милосердия                         | Софья                    |
| 2024      | с   | Пять копеек                               | Даша                     |
| 2025      | ф   | Бес попутал                               | Аня                      |
| 2025      | с   | Значит нам туда дорога                    | Каролина                 |
| 2025      | с   | Спросите медсестру 2                      | Катя                     |
| 2025      | с   | Не в своей тарелке                        | Ира                      |
| 2025      | ф   | Моя собака — космонавт                    | Имя персонажа не указано |
| 2025      | с   | Художник 2                                | Имя персонажа не указано |
| 2025      | с   | Чудо-доктор                               | Надя Чудова              |